# Vodacom Cup 2011
La Vodacom Cup de 2011 fue la decimocuarta edición del torneo para selecciones provinciales de Sudáfrica.
El torneo se disputó en el primer semestre en paralelo al Súper Rugby, mientras que la Currie Cup se disputó en el segundo semestre.
El campeón fue el equipo argentino Pampas XV quienes obtuvieron su primer campeonato.

## Sistema de disputa
El torneo se disputó en zonas que se distribuyeron por cercanía geográfica, los cuatro mejores equipos de cada zona clasificaron a los cuartos de final.

## Clasificación

### Sección Norte
| Pos. | Equipo       | Encuentros | Encuentros | Encuentros | Encuentros | Tantos | Tantos | Tantos | PB | PB | Puntos |
| Pos. | Equipo       | PJ         | PG         | PE         | PP         | F      | C      | Dif    | BO | BD | Puntos |
| ---- | ------------ | ---------- | ---------- | ---------- | ---------- | ------ | ------ | ------ | -- | -- | ------ |
| 1.º  | Golden Lions | 8          | 6          | 1          | 1          | 219    | 120    | +99    | 4  | 1  | 31     |
| 2.º  | Griquas      | 8          | 5          | 0          | 3          | 275    | 148    | +127   | 4  | 2  | 26     |
| 3.º  | Pumas        | 8          | 4          | 0          | 4          | 239    | 217    | +22    | 2  | 1  | 19     |
| 4.º  | Blue Bulls   | 8          | 3          | 0          | 5          | 197    | 175    | +22    | 2  | 3  | 17     |
| 5.º  | Griffons     | 8          | 1          | 0          | 7          | 197    | 356    | -159   | 5  | 3  | 12     |
| 6.º  | Falcons      | 8          | 2          | 1          | 5          | 175    | 382    | -207   | 2  | 0  | 12     |
| 7.º  | Leopards XV  | 8          | 2          | 0          | 6          | 176    | 243    | -67    | 2  | 1  | 11     |
| 8.º  | Welwitschias | 8          | 0          | 1          | 7          | 129    | 334    | -205   | 2  | 1  | 5      |

### Sección Sur
| Pos. | Equipo                 | Encuentros | Encuentros | Encuentros | Encuentros | Tantos | Tantos | Tantos | PB | PB | Puntos |
| Pos. | Equipo                 | PJ         | PG         | PE         | PP         | F      | C      | Dif    | BO | BD | Puntos |
| ---- | ---------------------- | ---------- | ---------- | ---------- | ---------- | ------ | ------ | ------ | -- | -- | ------ |
| 1.º  | Pampas XV              | 8          | 8          | 0          | 0          | 319    | 154    | +165   | 5  | 0  | 37     |
| 2.º  | Western Province       | 8          | 7          | 1          | 0          | 312    | 97     | +215   | 3  | 0  | 33     |
| 3.º  | Natal Sharks           | 8          | 6          | 0          | 2          | 283    | 137    | +146   | 5  | 1  | 30     |
| 4.º  | Free State Cheetahs    | 8          | 4          | 0          | 4          | 252    | 224    | +28    | 5  | 1  | 22     |
| 5.º  | Eastern Province Kings | 8          | 6          | 0          | 2          | 261    | 144    | +117   | 4  | 2  | 21     |
| 6.º  | Boland Cavaliers       | 8          | 3          | 1          | 4          | 249    | 229    | +20    | 4  | 1  | 19     |
| 7.º  | SWD Eagles             | 8          | 3          | 0          | 5          | 174    | 273    | -99    | 4  | 1  | 17     |
| 8.º  | Border Bulldogs        | 8          | 1          | 1          | 6          | 125    | 349    | -224   | 0  | 1  | 7      |

|  | Cuartos de final. |

### Cuartos de final
| 29 de abril | Pampas XV | 41 - 34 | Free State Cheetahs | Olën Park, Potchefstroom |  |

| 29 de abril | Griquas | 37 - 33 | Pumas | Griqua Park, Kimberley |  |

| 30 de abril | Golden Lions | 26 - 28 | Blue Bulls | Wits Rugby Stadium, Johannesburgo |  |

| 30 de abril | Western Province | 19 - 21 | Natal Sharks | Newlands Stadium, Ciudad del Cabo |  |

### Semifinales
| 6 de mayo | Pampas XV | 41 - 26 | Natal Sharks | Olën Park, Potchefstroom |  |

| 7 de mayo | Griquas | 34 - 47 | Blue Bulls | Griqua Park, Kimberley |  |

### Final
| 13 de mayo | Pampas XV | 14 - 9 | Blue Bulls | Olën Park, Potchefstroom |  |

| Bandera de Argentina |
| Campeón Pampas XV    |
| Primer título        |